# Cao Tường (Tam Quốc)
Cao Tường (chữ Hán: 高祥/详/翔, ? - ?) người Nam Quận, Kinh Châu, là tướng lĩnh nhà Thục Hán thời Tam Quốc trong lịch sử Trung Quốc.

## Cuộc đời và sự nghiệp
Cao Tường là một trong số quan viên, tướng lãnh người Kinh Châu ít được biết đến của Lưu Bị.
Năm 219, Lưu Bị đánh ra Hán Trung, giết Hạ Hầu Uyên, sai Cao Tường giữ Dương Bình. Tào Tháo sai Tào Chân cứu viện, đánh bại Cao Tường ở Dương Bình.
Năm 228 đời Lưu Thiện, Cao Tường theo Gia Cát Lượng ra Kỳ Sơn, nhận lệnh đồn trú Liễu Thành. Sau khi Mã Tắc bị tướng Ngụy là Trương Cáp đánh bại ở Nhai Đình, Cao Tường cũng bị Quách Hoài đánh bại.
Năm 229, Cao Tường đang ở chức Hữu tướng quân, phong Huyền hương hầu, lại theo Gia Cát Lượng ra Kỳ Sơn. Chủ tướng Ngụy là Tư Mã Ý đón đánh, Gia Cát Lượng sai Cao Tường cùng Ngụy Diên, Ngô Ban đánh lui Tư Mã Ý, chém 3000 người, thu 5000 bộ giáp, 3100 cái nỏ. Sau đó vì hết lương, quân Thục lui về. Cao Tường cùng các đại thần kiến nghị bãi truất người phụ trách vận lương là Lý Nghiêm.
Không rõ sau này kết cục của Cao Tường ra sao và ông mất năm nào.